# Felouque
Une felouque (arabe : فلوكة faluka ou falūwa, petit bateau) est un type de bateau à voile arabe traditionnel, de 8  à   13 m de long, de deux ou trois membres d'équipage pour une capacité d'une dizaine de passagers, typique du Nil en Égypte, de l'Est de la Méditerranée (dont Malte, Tunisie et est de l'Algérie), et de la mer Rouge au Proche-Orient.

## Étymologie
Felouque vient de l'arabe : فلوكة faluka, originellement du grec ancien ἐφόλκιον / efólkion, « chaloupe qu’un gros navire traîne après soi », attesté en moyen français sous la forme de falouque.

## Description
Variante des zaroug, boutre, sambouk, bette, barquette marseillaise, ou barque catalane, une felouque peut avoir une ou deux voiles arabes (en) (variante de voile aurique ou de voile latine trapézoïdale), et un ou deux mâts (rarement trois) légèrement inclinés vers la proue. 

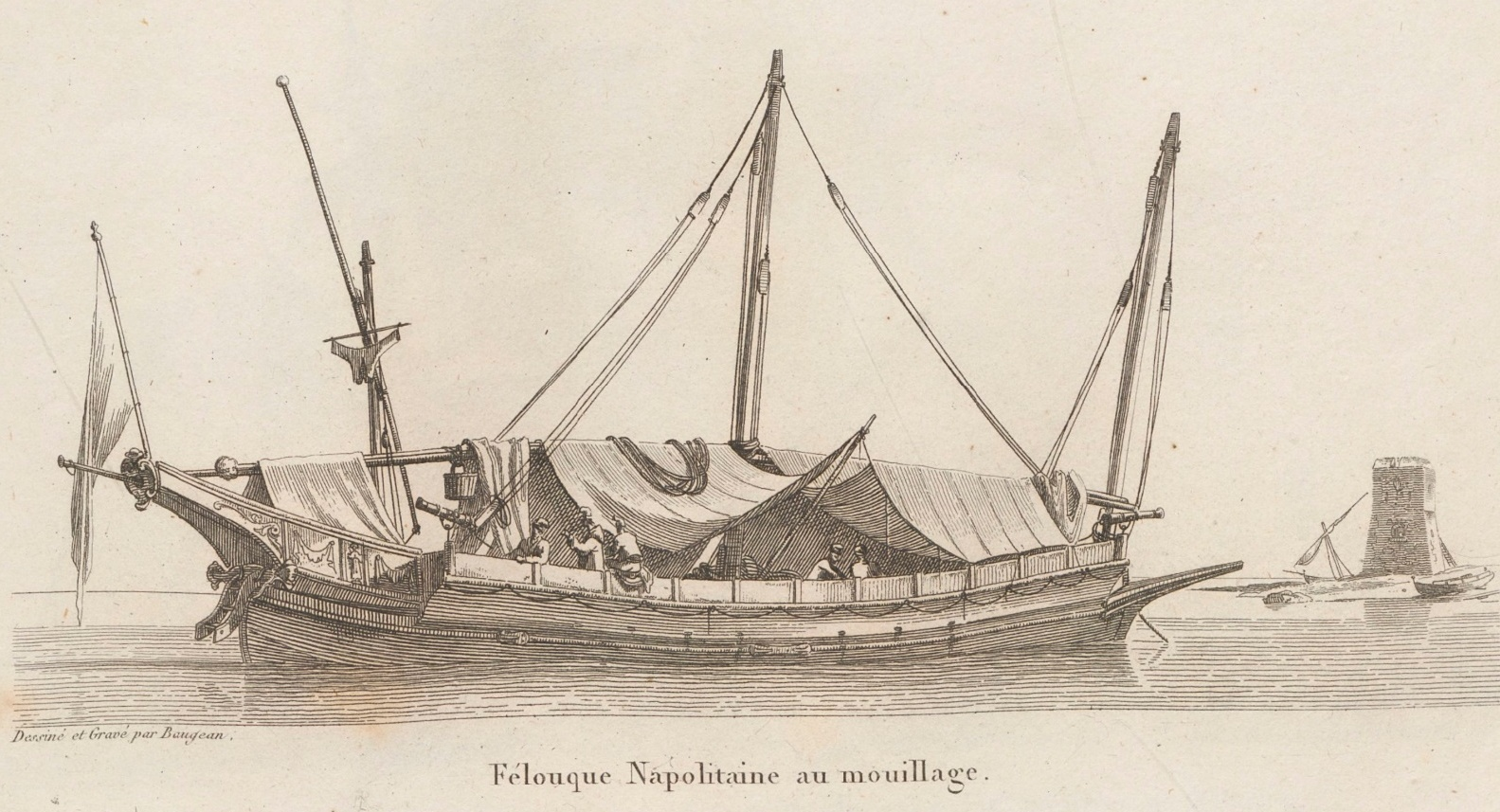
Une felouque napolitaine au mouillage, au début du XIXe siècle.
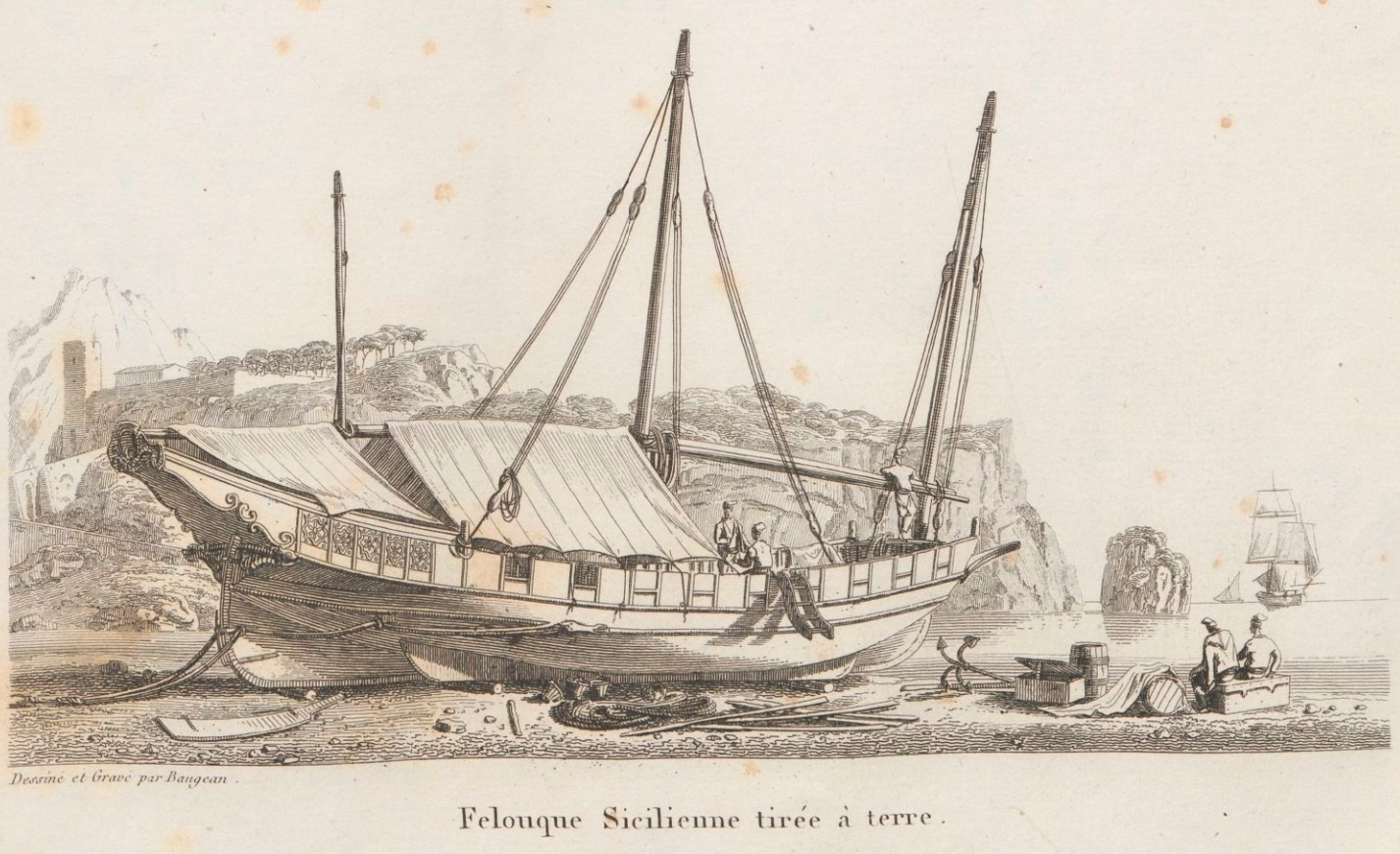
Une felouque sicilienne tirée à terre, dessinée par Jean-Jérôme Baugean.

Elles sont de par leur nature particulièrement adaptées à la navigation côtière (près de la côte) et fluviale. L'équipage est en général composé de deux ou trois membres, pour une capacité d'une dizaine de passagers.

Quelques felouques sur le Nil en Égypte.
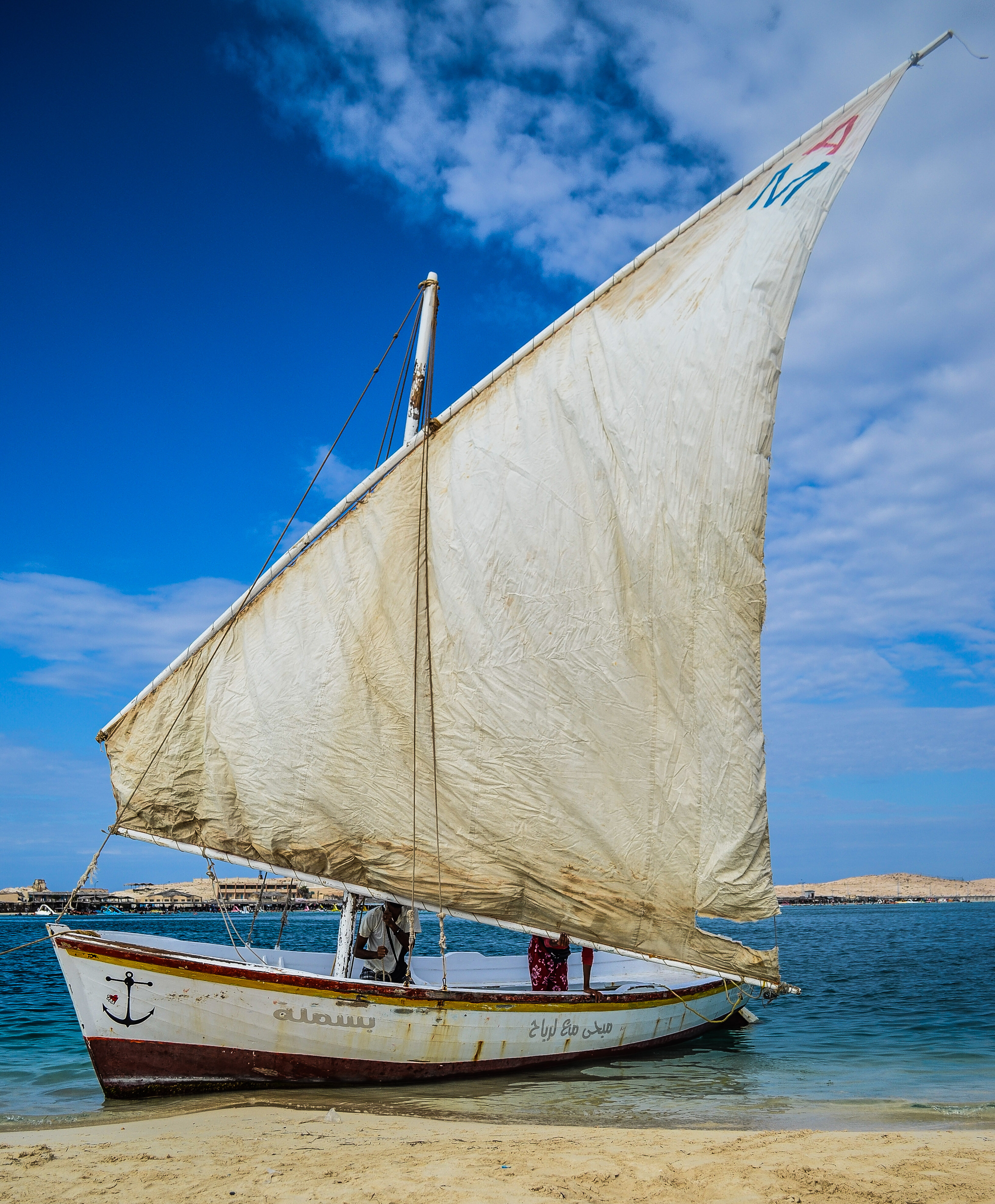
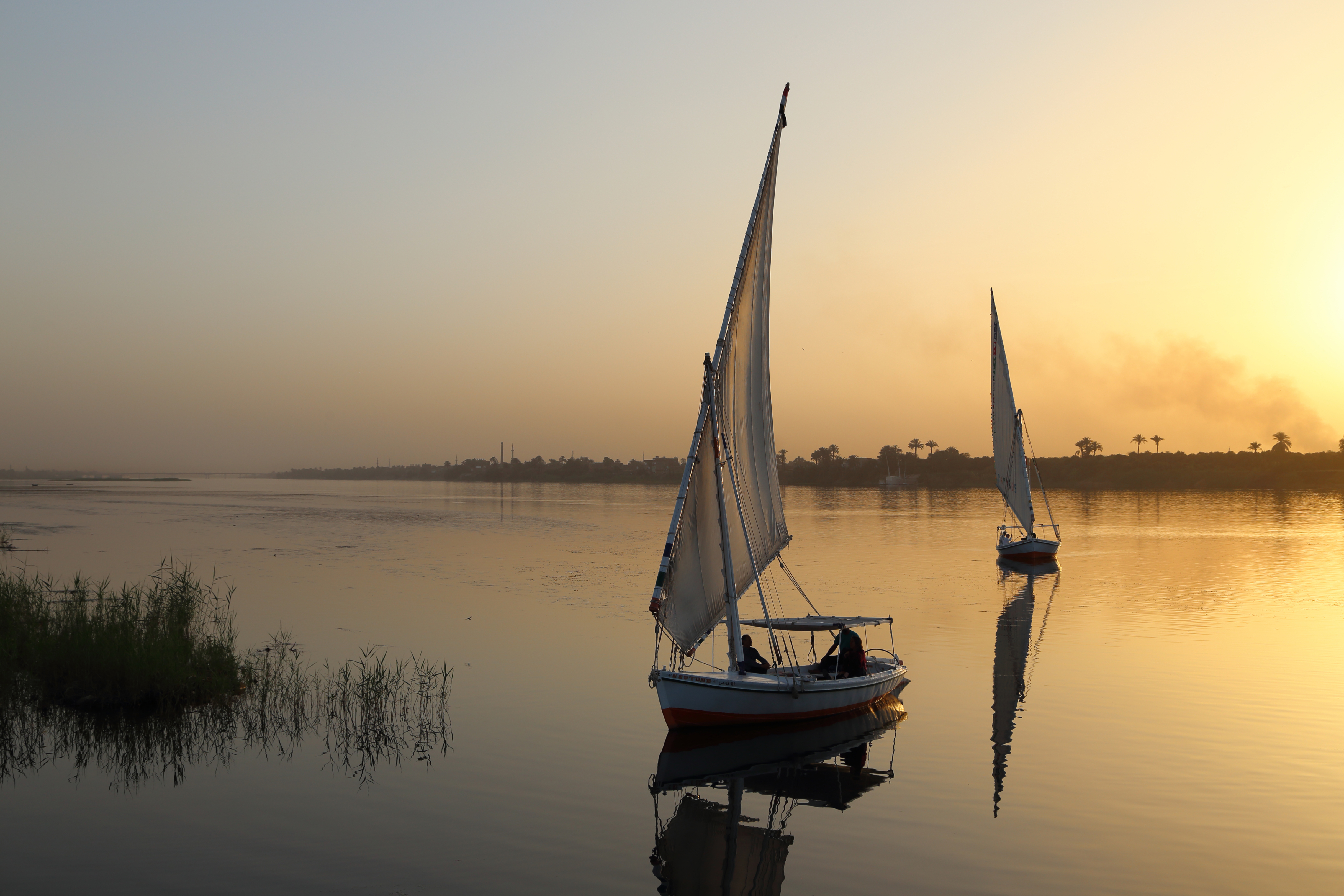
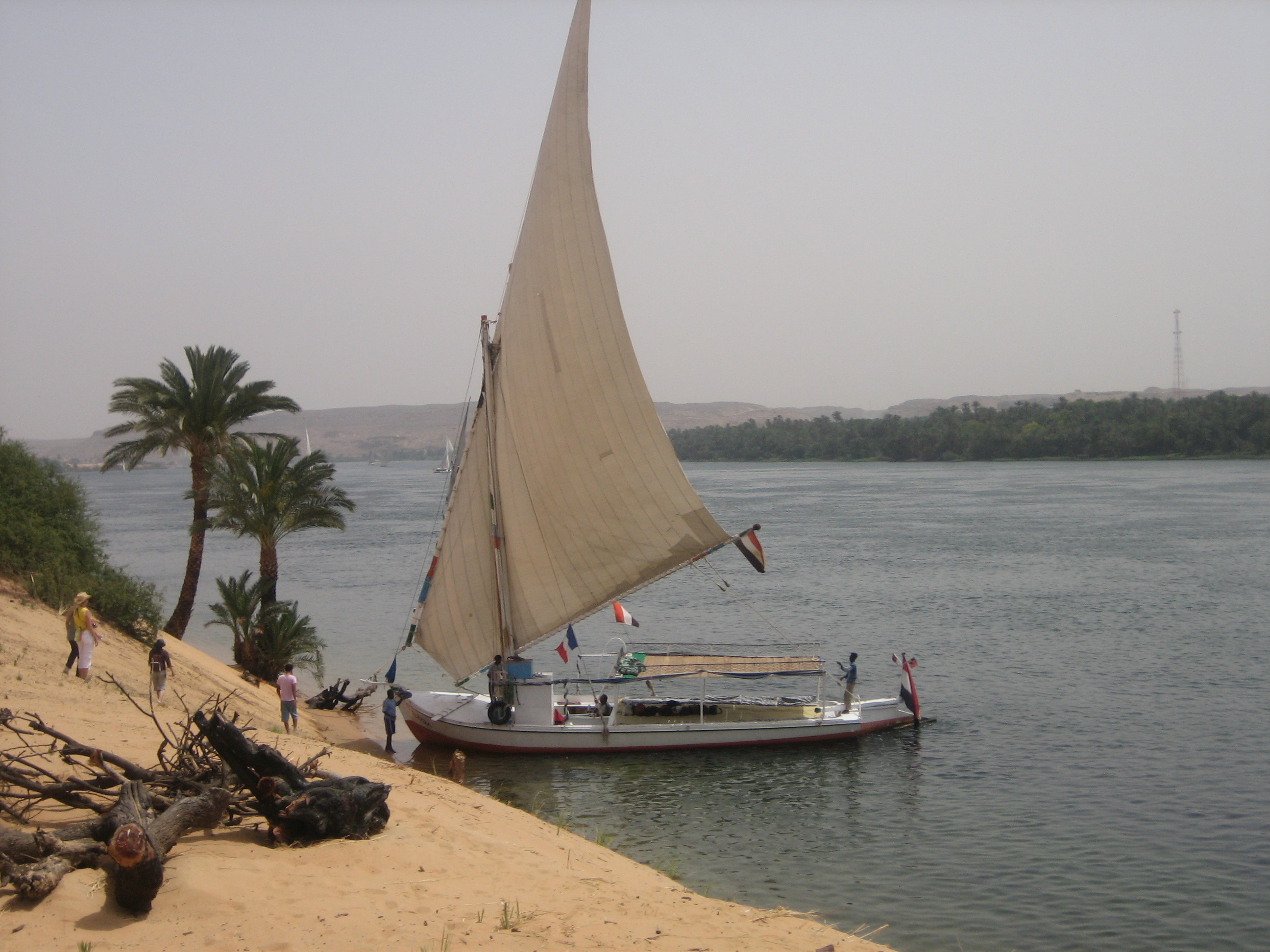
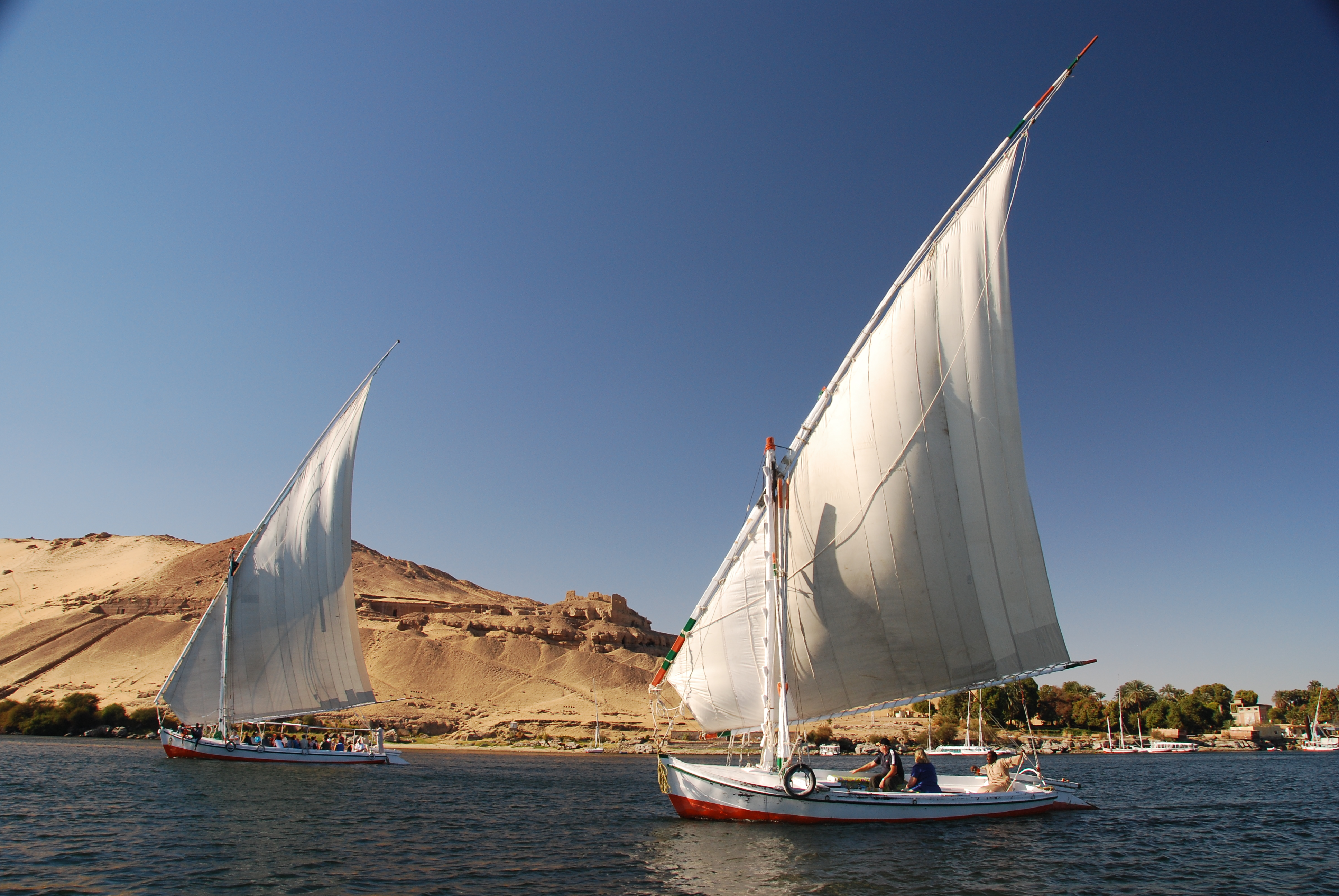
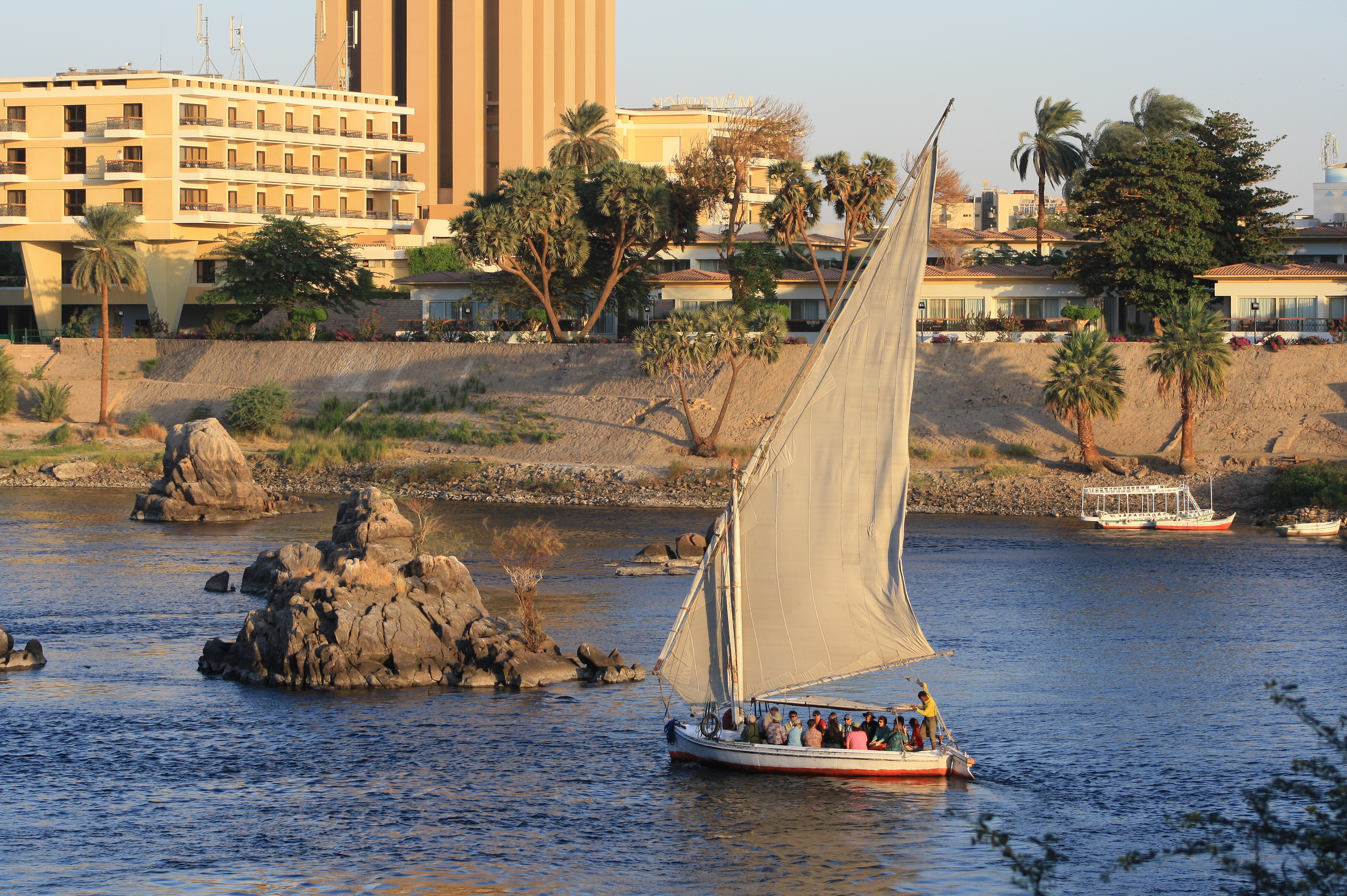
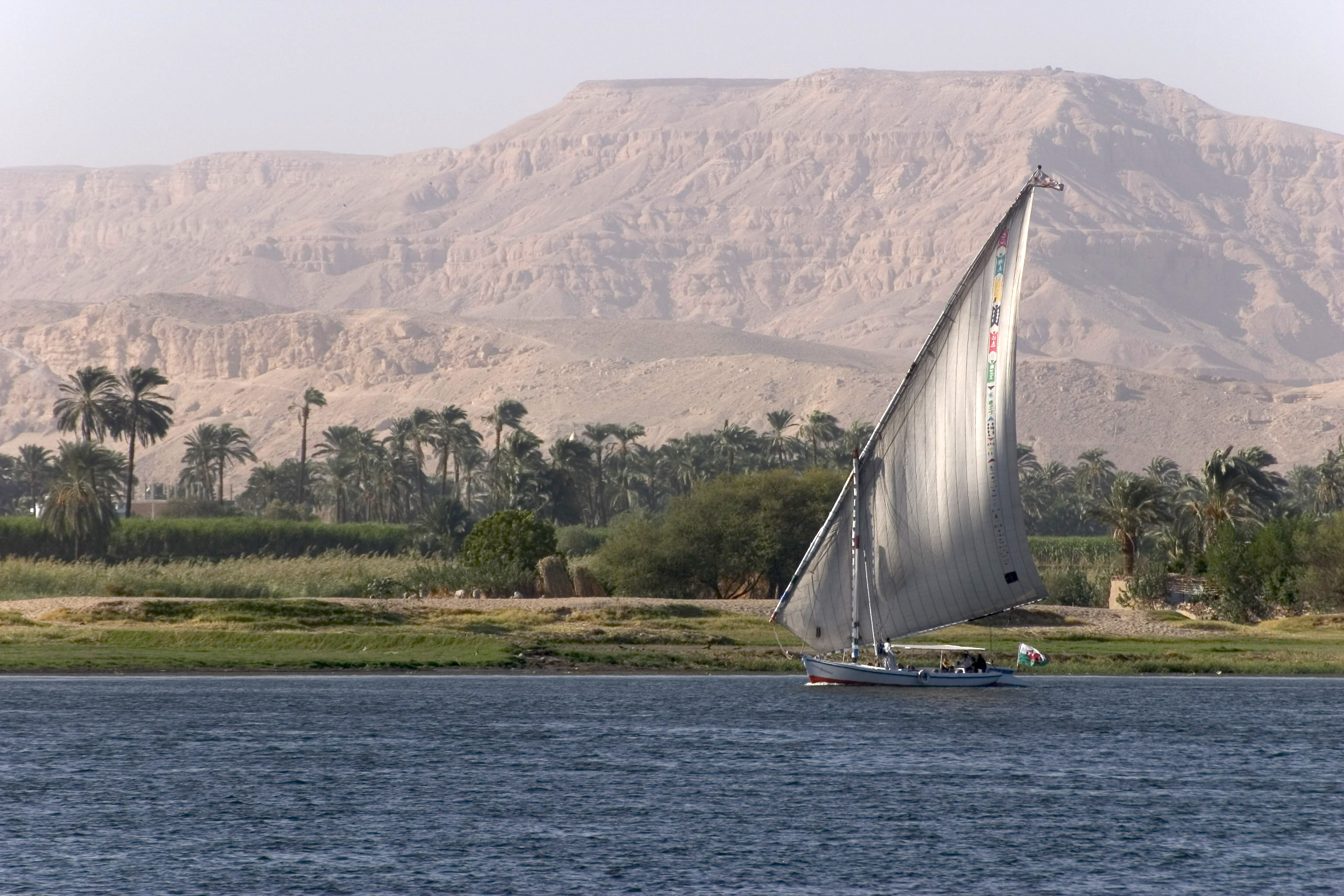
Louxor
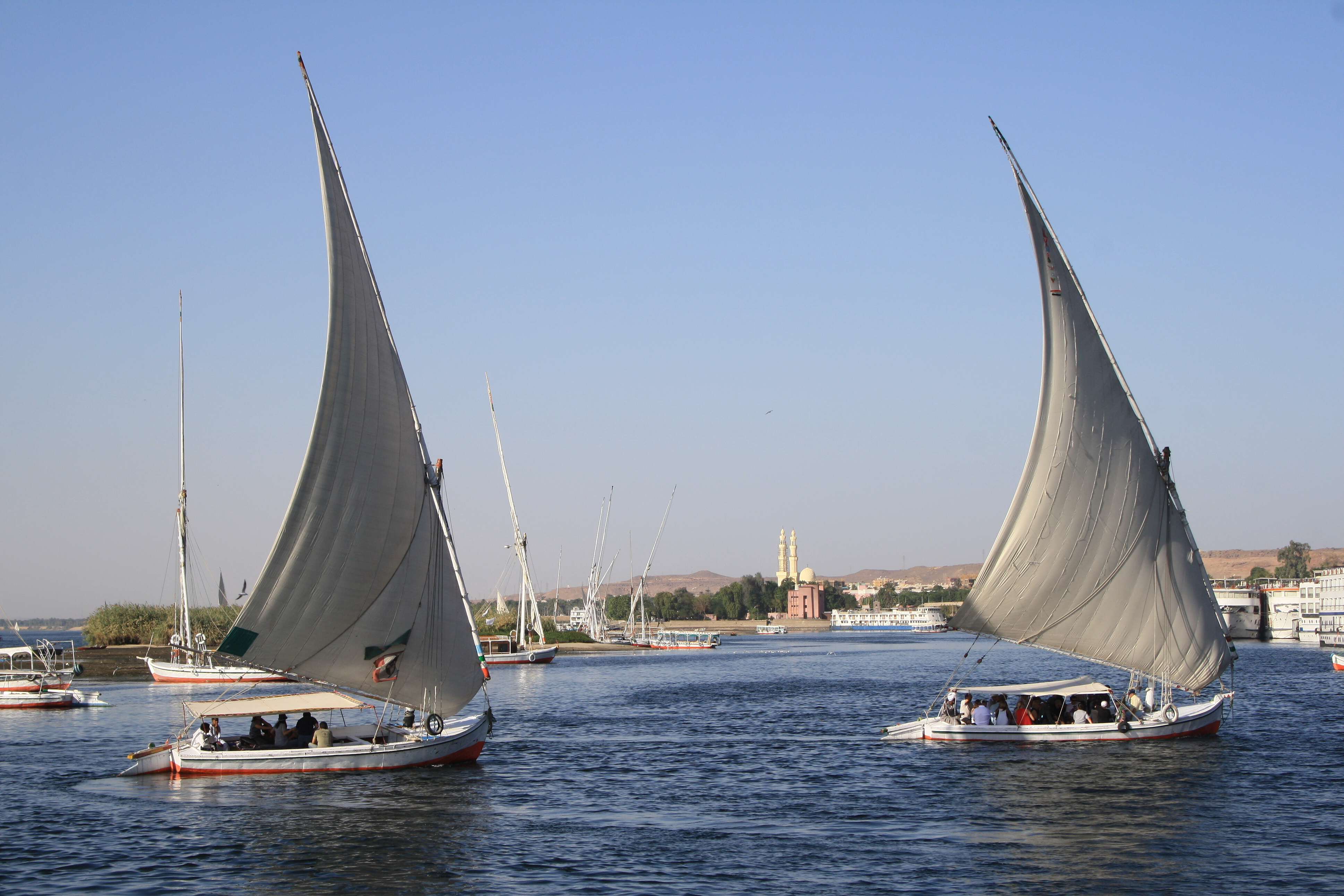
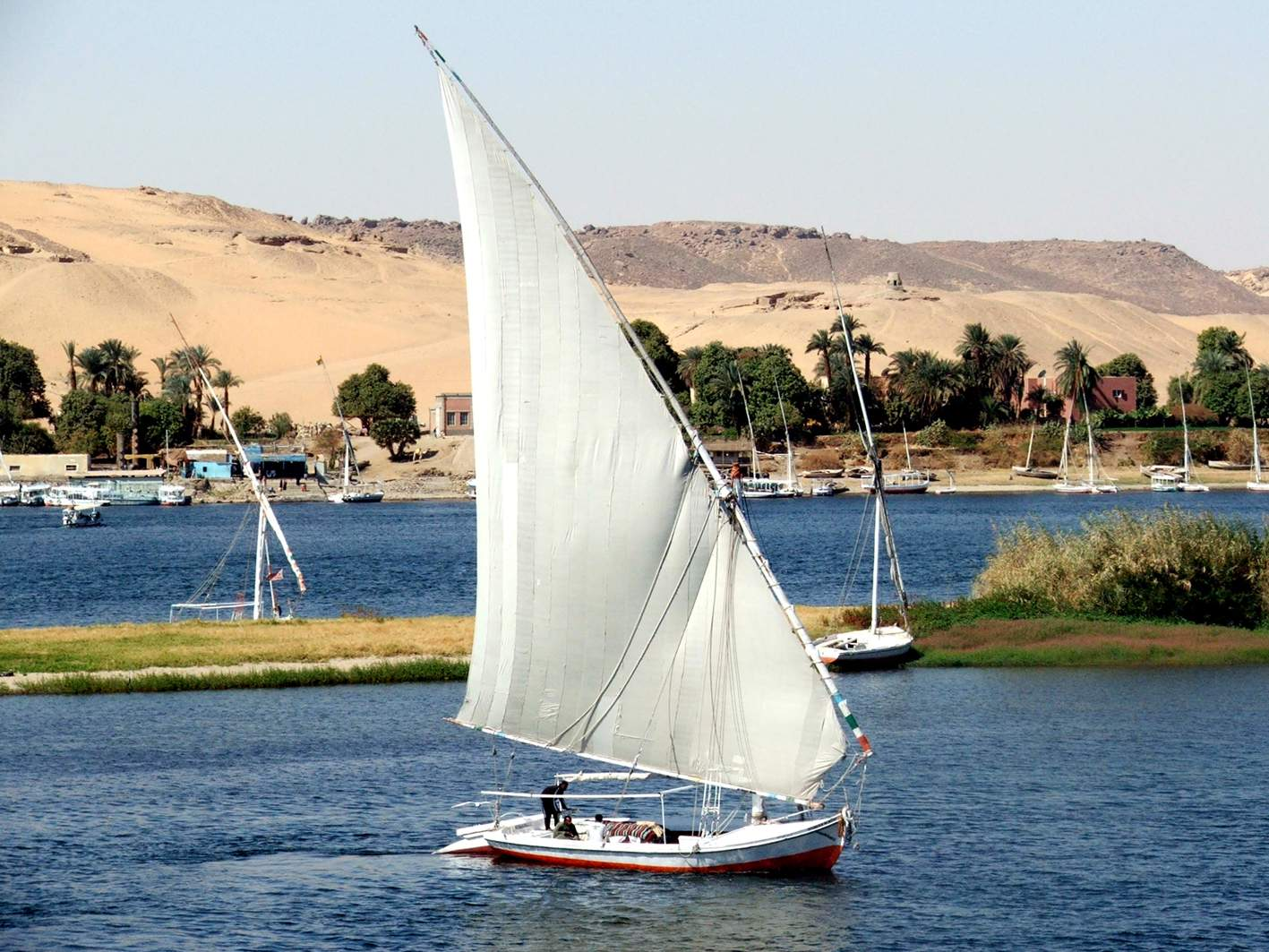
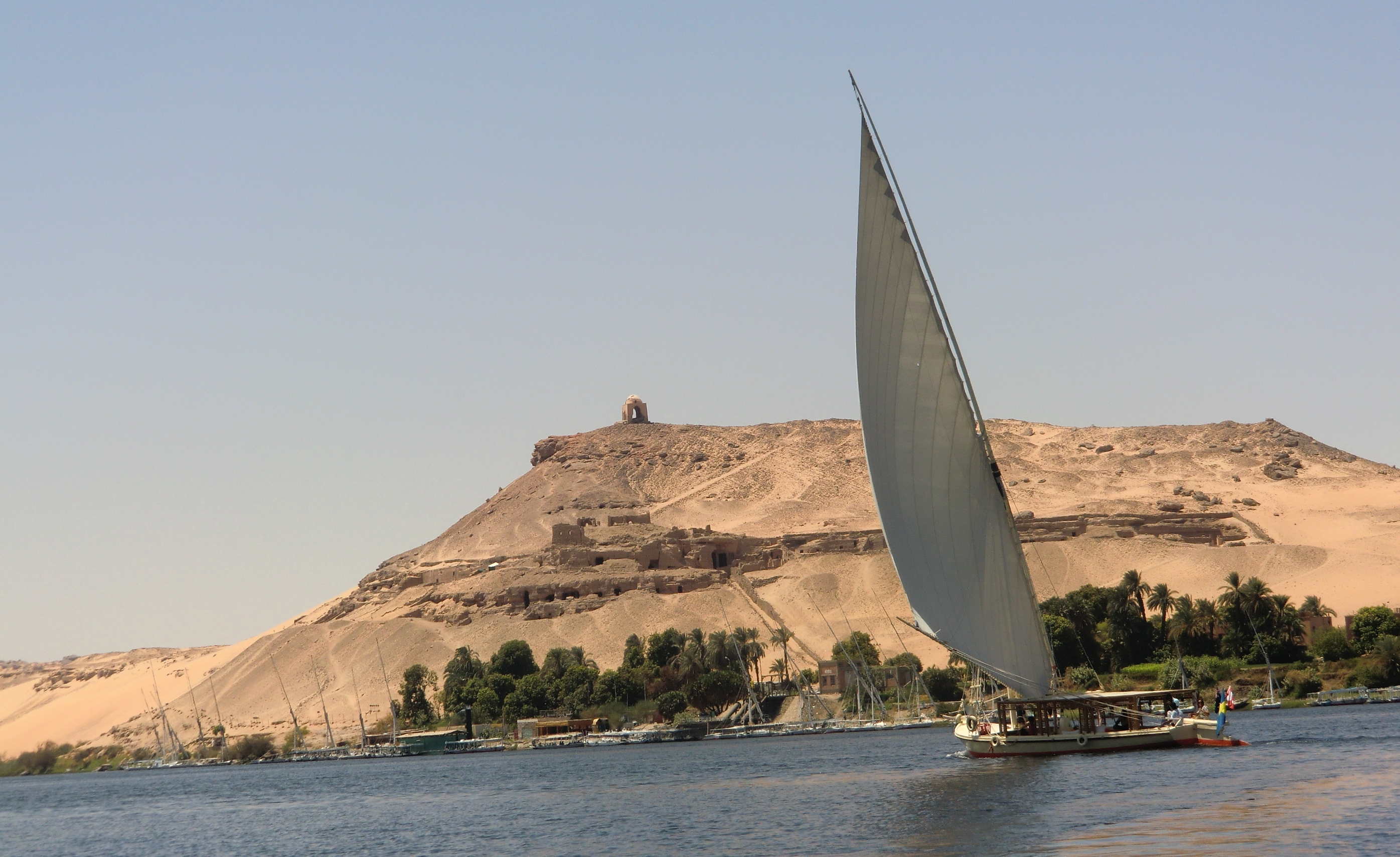
Au pied du mausolée de l'Aga Khan.

De nos jours, les felouques sont utilisées en particulier pour des croisières touristiques sur le Nil entre Louxor et Assouan, alternative paisible moins bruyante des bateaux à moteur.

## Littérature
- 1884 : L'Archipel en feu, de Jules Verne.
- 1934 : Les Cigares du pharaon, Les Aventures de Tintin, d'Hergé, Tintin s'évade d'un paquebot à bord d'une felouque et la découverte de la tombe mystérieuse de Kih-Oskh.